# Гюлистан (село, Геранбойский район)
Гюлистан (азерб. Gülüstan) — село в Геранбойском районе Азербайджанской Республики.

## Этимология названия
Название села означает «страна роз» и этимологизируется от иранских слов «гюл» (роза) и «стан» (страна).

## История
С XV по XIX века территория села была частью армянского Гюлистанского княжества (меликства), одного из пяти армянских княжеств Нагорного Карабаха. В двух километрах к западу от села располагалась резиденция местных князей Бегларянов — крепость Гюлистан. С середины XVIII века меликство находилось под вассалитетом новообразованного Карабахского ханства.
12 (24) октября 1813 года после окончания Русско-персидской войны (1804—1813) в селе был подписан Гюлистанский мирный договор — договор между Россией и Персией.
Согласно договору, Каджарский Иран признал присоединение к России части Грузии, Дагестана и части Восточной Армении и более восточные территории, в т.ч.:  Бакинское, Карабахское, Гянджинское, Ширванское, Шекинское, Дербентское, Кубинское, Талышское ханства.

### Современная история
В составе СССР село было частью в основном армянонаселённого Шаумяновского района Азербайджанской ССР, в непосредственной близости от Нагорно-Карабахской автономной области Азербайджанской ССР.
2 сентября 1991 года на совместной сессии Нагорно-Карабахского областного и Шаумяновского районного Советов народных депутатов была принята Декларация о провозглашении Нагорно-Карабахской Республики в границах Нагорно-Карабахской автономной области (НКАО) и сопредельного Шаумяновского района Азербайджанской ССР.
Указом Президиума Верховного Совета Азербайджанской ССР от 14 января 1991 года и Решением Верховного Совета Азербайджанской ССР от 7 февраля 1991 года Шаумяновский (сельский) район был упразднён и присоединён к территории Касум-Исмайловского района, переименованного в Гёранбойский район.
3 марта 1992 года был сбит вылетевший из села транспортный вертолет Ми-26 перевозивший женщин и детей, 16 человек погибло (см. катастрофа Ми-26 возле села Гюлистан).
В ходе военных действий, летом 1992 года, Азербайджан восстановил контроль над селом, а местное население покинуло село. К концу войны начала 1990-х годов линия соприкосновения противоборствующих войск прошла вблизи села Гюлистан.
Гюлистан находится на территории, на которую во время своего существования претендовала непризнанная Нагорно-Карабахская Республика (НКР), согласно административно-территориальному делению которой, село также называлось Гюлистан (арм. Գյուլիստան).

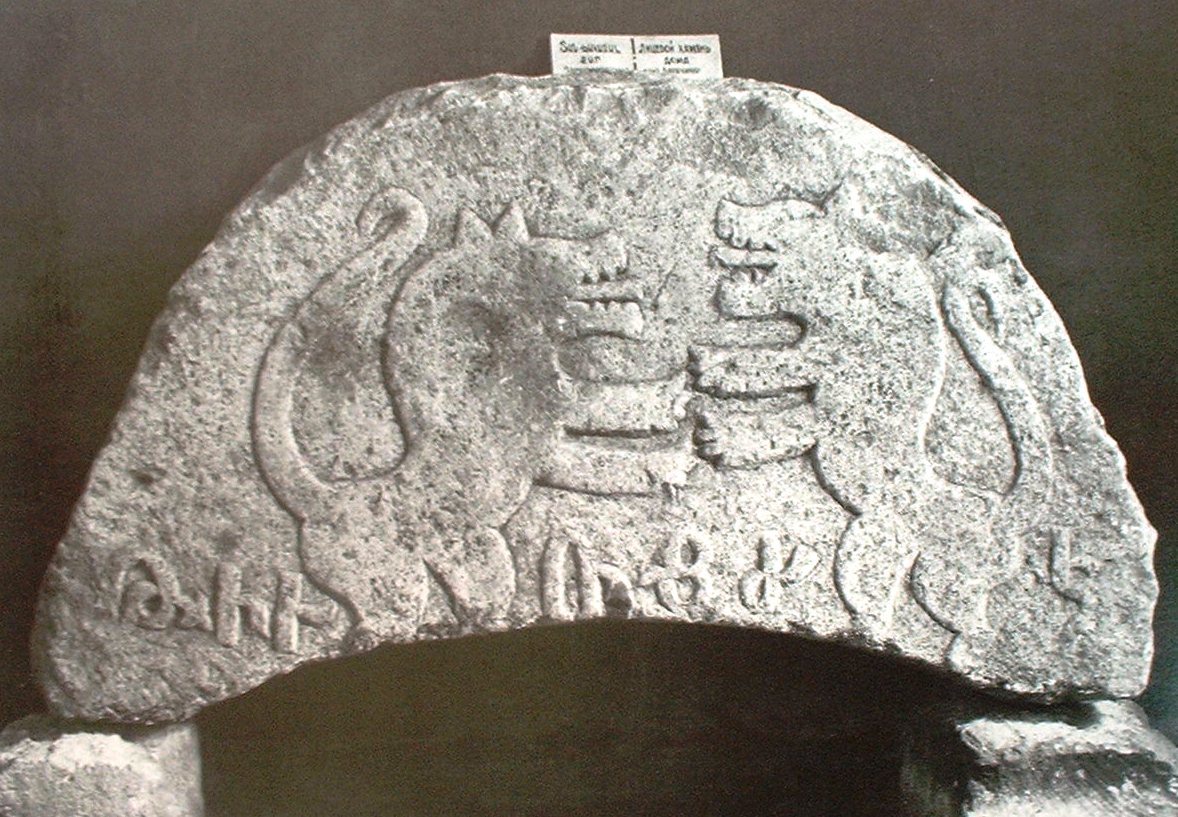
Герб армянского Гюлистанского меликства
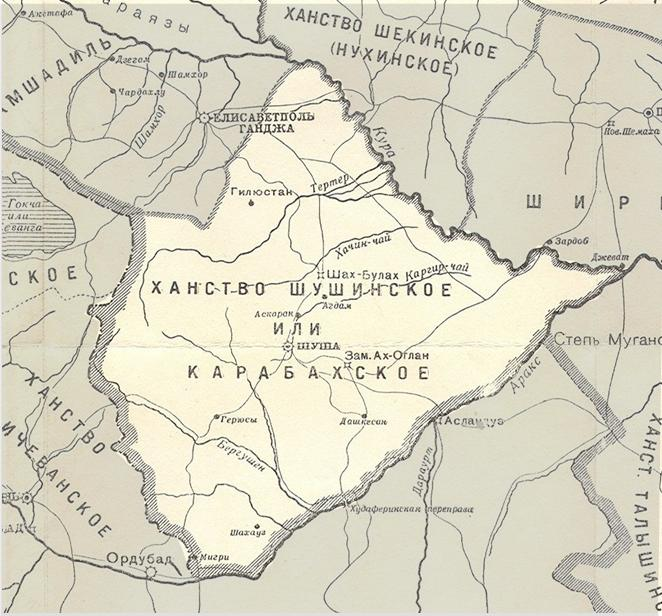
Гилюстан в составе Карабахского ханства в 1809—1817 гг с границами по Гюлистанском договору на карте 1902 года
Село в 1986 году
Церковь Сурб Аствацацин в 1989 году

## Население
По состоянию на 1 января 1933 года в Гюлистане проживал 981 человек (165 хозяйств), из них 99,3% (975 человек) — армяне.